# Criodion torticolle
Criodion torticolle là một loài bọ cánh cứng trong họ Cerambycidae.